# Coleman Young
Coleman Young, född 24 maj 1918 i Tuscaloosa i Alabama, död 29 november 1997, var borgmästare i Detroit från 1974 till 1993. Han var även den första svarta borgmästaren i Detroit.

## Fotnoter
1. 1 2  Encyclopædia Britannica, Encyclopædia Britannica Online-ID: biography/Coleman-Youngtopic/Britannica-Online, läst: 9 oktober 2017.[källa från Wikidata]
2. 1 2  Find a Grave, Find A Grave-ID: 2255, läs online, läst: 9 oktober 2017.[källa från Wikidata]
3. ↑  Encyclopædia Britannica, Encyclopædia Britannica Online-ID: topic/Spingarn-Medaltopic/Britannica-Online.[källa från Wikidata]
4. ↑  The Philadelphia Tribune .[källa från Wikidata]